# La Tata
La Tata (títol original en anglès, The Nanny) és una comèdia de situació estatunidenca. Es va emetre del 3 de novembre de 1993 fins al 23 de juny de 1999 a la cadena CBS, durant sis temporades consecutives. Va ser protagonitzada per Fran Drescher, qui va interpretar a Fran Fine, una encantadora i simpàtica veïna de Queens d'origen jueu, que per accident es converteix en la mainadera de tres nens de classe alta de Nova York.
El programa va ser produït per Sternin/Fraser Ink, Inc. i Produccions High School Sweethearts, en associació amb TriStar Television, qui distribuïa la sèrie. Els productors executius del programa eren Fran i el seu llavors espòs Peter Marc Jacobson. TV3 va emetre la sèrie amb doblatge oriental, i Canal 9 i Punt 2 la van emetre amb doblatge propi des del 1996.
Va guanyar una Rose d'Or i un Premi Emmy de dotze nominacions.

## Sinopsi
Fran Fine és una dona jueva-americana. El seu xicot també és el seu cap, però trenca amb ella i l'acomiada, i contracta la seva nova xicota. Llavors ella comença a vendre de porta en porta productes cosmètics de la marca Ombres de l'Orient, pansa per la casa del vidu i milionari productor britànic de teatre, Maxwell Sheffield. Per una equivocació, és contractada com la mainadera dels tres fills del Sr. Sheffield: Maggie, Brighton i Grace. Encara que al principi, Maxwell no sembla molt content amb ella, Fran resulta ser just el que ell i la seva família necessiten. Amb la seva criança poc convencional, la seva assenyada honestedat i la seva lògica de reina, ajuda a convertir a Maxwell i els seus fills en una família feliç i saludable.

### Personatges principals
- Fran Fine: És la protagonista de la sèrie, qui esdevé la mainadera dels fills del Sr. Sheffield. Originalment, treballava en la botiga de núvies del seu nuvi, Danny Imperialli, però s'enamora d'una altra dona, acaba amb Fran i l'acomiada. Després d'això, coneix Maxwell Sheffield i els seus fills, mentre venia cosmètics de porta a porta. Té una personalitat extravertida i molt sentit de l'humor. A causa de la dominant personalitat de la seva mare, Fran sovint sent la necessitat de sortir amb algun home i també és forçada a casar-se amb algun. Sovint es fica en problemes, però se'n surt hàbilment.
- Maxwell Sheffield: És el protagonista masculí de la sèrie. Contracta Fran per cuidar seus tres fills: Maggie, Brighton i Grace. És vidu i treballa com a productor a Broadway. Va perdre la seva esposa Sara molts anys abans del desenvolupament de la sèrie. Encara que té una reeixida carrera com a productor, roman constantment a l'ombra del seu rival, Andrew Lloyd Weber, qui sembla tenir un lloc més alt. No passa molt temps amb els seus fills a causa de la seva atapeïda agenda, per la qual cosa contracta Fran Fini com a mainadera. Se sent atret per Fran, però intenta mantenir la seva relació estrictament professional, per mor de la seva por al compromís.
- Maggie Sheffield: És la filla major de Maxwell Sheffield. Sovint discuteix amb el seu germà, Brighton, que la veu com una nerd. Mentre baralla constantment amb Brighton, la relació amb la seva germana Grace és més calorosa. Al principi de la sèrie, és tímida i insegura, però sota la influència de Fran, floreix i esdevé una jove popular. Amb prou feines coneix Fran i ambdues congenien a l'instant.
- Brighton Sheffield: És el fill mitjà de la família i l'únic fill home de Maxwell Sheffield. En ser l'úni mascle, sovint se sent exclòs, la qual cosa causa ocasiona problemes a les seves dues germanes. Al principi, no congenia amb Fran Fini i no li va agradar cap de les mainaderes anteriors, però finalment la relació s'amillora. Voldria esdevenir un productor de Broadway, com el seu pare o tenir prou patrimoni per no haver de treballar.
- Grace Sheffield: És la filla menor dels Sheffields. A principi de la sèrie segueix una psicoteràpia. Sota la influència de Fran se sent millor i pot acabar amb la cura. Mentre Grace es va tornar molt propera amb Fran, va començar a adquirir una mica de l'argot jueu de Fran i els seus hàbits per vestir-se, ja que veu Fran com una mare.
- C.C. Babcock: El seu nom és Chastity Claire (Castedat Clara) Babcock. És l'egocèntrica i malvada companya de negocis de Maxwell Sheffield, amb qui ha treballa per gairebé vint anys. Sempre va esperar conquistar-ho. Com l'antiheroïna de la sèrie, fa tot el possible per seduir Sheffield. És retratada com una alcohòlica despreocupada que mai no sembla recordar els noms dels tres fills de Maxwell. Quan arriba Fran Fini, la mira amb gelosia la nova mainadera i la veu com una amenaça. Al costat del seu desgrat per Fran, Babcock i el majordom Niles es menyspreen mútuament, però les bromes i insults de fet, només amaguen que s'estimen.
- Niles: És el majordom de la família Sheffield. Havia estat velat de Maxwell Sheffield durant la major part de la seva vida. Quan Sheffield va arribar als Estats Units, va portar amb si Niles. Havia estat amb la família durant molts anys, fins i tot quan Maxwell estava casat amb la seva primera esposa, Sara.

## Repartiment

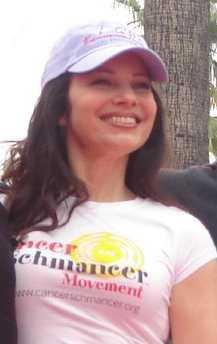
Fran Drescher en un esdeveniment de Revlon en 2007.

| Personatge         | Actor / Actriu        |
| ------------------ | --------------------- |
| Fran Fine          | Fran Drescher         |
| Maxwell Sheffield  | Charles Shaughnessy   |
| Niles              | Daniel Davis          |
| C. c. Babcock      | Lauren Lane           |
| Margaret Sheffield | Nicholle Tom          |
| Brighton Sheffield | Benjamin Salisbury    |
| Grace Sheffield    | Madeline Zima         |
| Sylvia Fini        | Renée Taylor          |
| Yetta Rosenberg    | Ann Morgan Guilbert † |
| Val Toriello       | Rachel Chagall        |